# Wonderful Life (Black-Lied)
Wonderful Life ist ein Lied des britischen Musikers Black aus dem Jahre 1986, das von ihm geschrieben wurde und auf dem gleichnamigen Album erschienen ist.

## Geschichte
Im Songtext von Wonderful Life wird auf sarkastische Weise interpretiert, wie wunderschön das Leben alleine sei. Colin Vearncombe verarbeitete damit seine 1985 erlebte Scheidung.
Ursprünglich wurde das Lied 1985 aufgenommen und am 19. September 1986 veröffentlicht, brachte aber zu dem Zeitpunkt wenig Erfolg in den britischen Charts. Erst nach der Übernahme Blacks von A&M Records und der Überarbeitung des New-Wave-Songs wurde er erfolgreich. Die Wiederveröffentlichung erfolgte am 22. August 1987 und gelangte in Österreich an die Spitze der Charts. Im Lauf der Jahre entstanden zahlreiche Coverversionen des Liedes, das auch in Werbespots von Standard Life und Emirates sowie der Episode Getrennte Wege von Queer as Folk Verwendung fand.

## Musikvideo
Das Musikvideo wurde in Schwarzweiß an einem Seebad in New Brighton (in der Nähe von Wallasey) gedreht. Zu sehen sind der Sänger selbst sowie scheinbar zufällig ausgewählte Menschen, die teilweise regungslos verharren oder sich in Zeitlupe bewegen, Regisseur des Videos war Gerard de Thame.

## Kommerzieller Erfolg

### Chartplatzierungen
Original-Version 1986
| ChartsChartplatzierungen     | Höchstplatzierung | Wochen |
| ---------------------------- | ----------------- | ------ |
| Vereinigtes Königreich (OCC) | 42 (9 Wo.)        | 9      |

Wiederveröffentlichung 1987
| ChartsChartplatzierungen     | Höchstplatzierung | Wochen |
| ---------------------------- | ----------------- | ------ |
| Deutschland (GfK)            | 2 (22 Wo.)        | 22     |
| Österreich (Ö3)              | 1 (16 Wo.)        | 16     |
| Schweiz (IFPI)               | 2 (16 Wo.)        | 16     |
| Vereinigtes Königreich (OCC) | 8 (9 Wo.)         | 9      |

| ChartsJahrescharts (1987) | Platzierung |
| ------------------------- | ----------- |
| Deutschland (GfK)         | 69          |

| ChartsJahrescharts (1988) | Platzierung |
| ------------------------- | ----------- |
| Deutschland (GfK)         | 50          |
| Österreich (Ö3)           | 8           |

### Auszeichnungen für Musikverkäufe

#### Black
| Land/Region          | Auszeichnungen für Musikverkäufe (Land/Region, Auszeichnung, Verkäufe) | Verkäufe |
| -------------------- | ---------------------------------------------------------------------- | -------- |
| Deutschland (BVMI)   | Gold                                                                   | 250.000  |
| Frankreich (SNEP)    | Gold                                                                   | 500.000  |
| Spanien (Promusicae) | Gold                                                                   | 30.000   |
| Insgesamt            | 3× Gold ·                                                              | 780.000  |

#### Seeed
| Land/Region        | Auszeichnungen für Musikverkäufe (Land/Region, Auszeichnung, Verkäufe) | Verkäufe |
| ------------------ | ---------------------------------------------------------------------- | -------- |
| Deutschland (BVMI) | Gold                                                                   | 150.000  |
| Insgesamt          | 1× Gold ·                                                              | 150.000  |

## Coverversionen
- 1990: Arnold Fritzsch
- 1988: Cristiano Malgioglio (Con l’amore addosso) (italienisch)
- 1997: Tony Hadley
- 1999: Mathilde Santing
- 2000: Hyperchild
- 2002: Ace of Base
- 2003: Myslovitz
- 2004: Lara Fabian
- 2005: Kirka (Muistoja, muistoja vain)
- 2007: Zucchero
- 2007: Rosa López (Bella Vida)
- 2008: Julio Iglesias Jr. (Una vida sencilla sin más)
- 2009: Scooter (The Sound above My Hair)
- 2011: Kim Wilde
- 2011: Seeed
- 2011: Smith & Burrows
- 2014: Katie Melua
- 2015: Hundreds
- 2016: Kate Ryan
- 2017: MajorVoice
- 2019: Blutengel
- 2020: Jon Thebur
- 2022: Arrie